# Тынок, Николай Кузьмич
Тынок Николай Кузьмич (1900, Кривой Рог, Херсонская губерния — 1 августа 1964, Кривой Рог, Днепропетровская область) — советский шахтёр, мастер-бурильщик Криворожского железорудного бассейна. Новатор производства, один из зачинателей стахановского движения, тысячник.

## Биография
Родился в 1900 году в местечке Кривой Рог в шахтёрской семье. Образование неоконченное среднее.
Участник Гражданской войны на Южном фронте. Отстраивал шахтное хозяйство Кривбасса после Гражданской войны.
В 1921—1941 годах работал бурильщиком на шахте имени 1-го Мая шахтоуправления имени Ф. Э. Дзержинского треста «Руда» в Кривом Роге.
В конце 1935 года впервые в подземных работах при очистной выемке предложил применять глубокое (до 5—6 метров шпура) перфораторное бурение. Нормы добычи руды перевыполнял в тысячах процентов.
В 1941—1945 годах работал в эвакуации на Урале. После Великой Отечественной войны вернулся в Кривой Рог, где отстраивал разрушенные шахты. В 1945—1958 годах работал мастером в школе фабрично-заводского ученичества. Вышел на пенсию, жил в Кривом Роге, был женат, имел детей.
Умер 1 августа 1964 года в Кривом Роге.

## Награды
- орден Ленина (1935)[4][5][6] — за инициативу и первенство в деле овладения техникой своего дела, за трудовой героизм и выдающиеся успехи в повышении производительности труда, благодаря чему были преодолены и оставлены далеко позади старые технические нормы и превзойдены в ряде случаев нормы производительности труда передовых капиталистических стран, в ознаменование первого всесоюзного совещания стахановцев промышленности и транспорта.

## Память
- В 1936 году о Николае Тынке был снят кинофильм «Герой Криворожья»[7] (Режиссёр М. Плоскин. Украинская фабрика кинохроники, арх. № 2197).
- Очерк Семёна Ахматова «Победитель»[8].
- Документы хранятся в Государственном центральном музее современной истории России.